# والاس وولودارسكي
والاس وولودارسكي (بالإنجليزية: Wallace Wolodarsky)‏ (و. 1970  م) هو كاتب سيناريو، ومخرج أفلام، ومؤدي أصوات أمريكي، ولد في الولايات المتحدة، بدأ مشواره المهني سنة 1989.

## جوائز
حصل على جوائز منها:

جائزة إيمي

## وصلات خارجية
- والاس وولودارسكي على موقع IMDb (الإنجليزية)
- والاس وولودارسكي على موقع قاعدة بيانات الأفلام العربية
- والاس وولودارسكي على موقع ألو سيني (الفرنسية)
- والاس وولودارسكي على موقع ميوزك برينز (الإنجليزية)
- والاس وولودارسكي على موقع أول موفي (الإنجليزية)
- والاس وولودارسكي على موقع قاعدة بيانات الأفلام السويدية (السويدية)
- والاس وولودارسكي على موقع ديسكوغز (الإنجليزية)
- والاس وولودارسكي على موقع قاعدة بيانات الفيلم (الإنجليزية)
- والاس وولودارسكي على موقع كينوبويسك (الروسية)